# Gruta de Lourdes (Santiago de Chile)
La Gruta de Nuestra Señora de Lourdes, también llamada Gruta de Lourdes, es un templo al aire libre dedicado a la virgen María, ubicado en la comuna de Quinta Normal en la ciudad de Santiago, Chile. Fue inaugurada el 11 de febrero de 1908 en el cincuentenario de las apariciones de dicha virgen a Bernadette Soubirous en 1858 y es similar a la original de la ciudad de Lourdes en Francia, donde ocurrieron. Forma parte del santuario homónimo junto con la Basílica de Lourdes.

## Interior

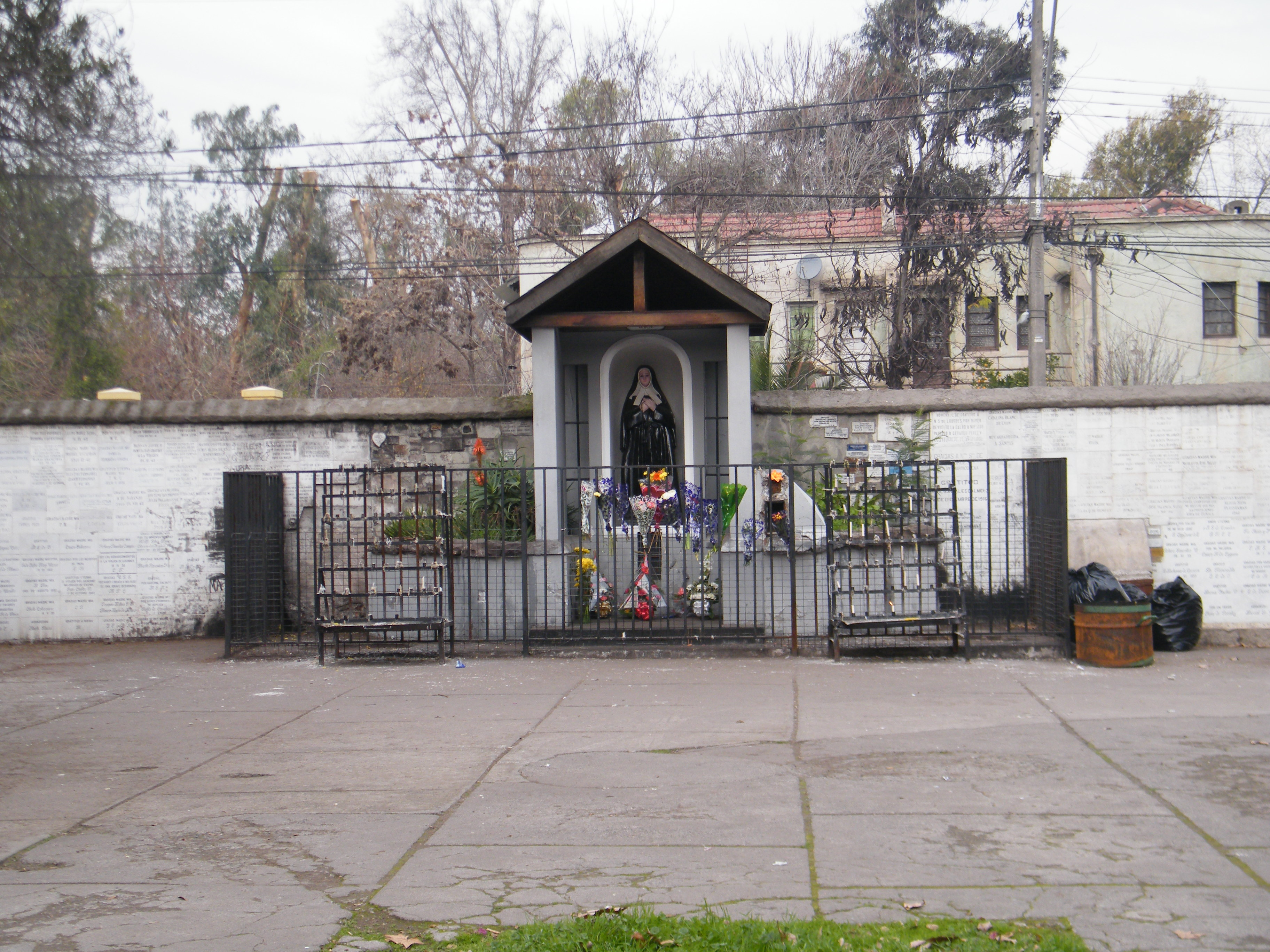
Monumento a Santa Bernardita con su hábito religioso de Nevers.

El delegado apostólico monseñor Monti bendijo la primera piedra el 21 de noviembre de 1903. En su entrada está el Cristo del Centenario, inaugurado por el vicario general de Santiago Monseñor Martín Rucker el 31 de diciembre de 1910. Dentro del recinto por ambos costados, y comenzando por el izquierdo, hay 18 pinturas del artista chileno Pedro Jofré, que representan las apariciones distribuidas en pequeñas ermitas en el Camino de Bernardita. En el sector norte está la estatua de la Virgen de Lourdes haciendo la señal de la cruz. Es de bronce y la refleja en su primera aparición, cuando se persignó junto con Bernardita. Mide 2,27 metros, pesa 1.500 kilos y fue diseñada por Sor Ana Frank, religiosa oblata de la Asunción. Por el lado derecho están las Fuentes de Agua con líquido corriente, que recuerdan el manantial de Lourdes y el Bautismo. En la parte alta de la gruta está La Bernardita, la campana bendecida por el internuncio apostólico Monseñor Enrico Sibilia el 8 de diciembre de 1909. Está cerca de la estación Gruta de Lourdes de la Línea 5 del Metro de Santiago.